# Table des caractères Unicode/UFE70
Cette page contient des caractères spéciaux ou non latins. S’ils s’affichent mal (▯, ?, etc.), consultez la page d’aide Unicode.
Table des caractères Unicode +E à U+FEFF (écrits de droite à gauche).

## Arabe – formes de présentation – B
Utilisés pour l’écriture arabe.
Caractères de compatibilité. Contient également des glyphes de formes avec chasse de points diacritiques arabes, un fragment de glyphe, les glyphes de formes contextuelles de lettres arabes.
Le caractère invisible U+FEFF (à l’origine espace insécable sans chasse, zero-width non-breaking space en anglais, abrégé ZWNBSP) n’est pas réservé à l’écriture arabe mais d’usage général. Son usage pour empêcher une césure ou un saut de ligne est aujourd’hui déprécié et il est recommandé de le remplacer par U+2060 (gluon de mots, word joiner en anglais, abrégé WJ) pour cet usage en tant que caractère de contrôle de format.
Le principal usage aujourd’hui du point de code U+FEFF comme indicateur d’ordre des octets, en tête de flux contenant un texte codé avec un schéma de codage conforme à Unicode et dont les unités de code nécessitent plus de 8 bits en mémoire, afin de permettre l’autodétection de ce schéma de codage lors de la désérialisation du texte que contient ce flux (voir UTF-16 et UTF-32) ; en effet, le même point de code, si ces octets sont échangés, génère un point de code invalide (hors des 17 plans de l’espace de codage autorisé) ou le non-caractère U+FFFE. Dans cet usage, ce point de code n’est pas le caractère ZWNBSP s’il est présent en tête de flux, mais un point de code qui ne fait pas partie du texte contenu dans le flux.
Note : certaines polices de caractères arabes indiquent supporter tout ce sous-ensemble de caractères, mais n’affichent pas tous les glyphes pour certains d’entre eux. Cependant, les formes contextuelles de lettres arabes devraient être affichées, même si elles ne sont pas nécessaires pour les textes arabes normaux, car ces formes pouvant être déduites des règles fixées par Unicode pour la représentation du texte bidirectionnel et par règles fondées sur le type (normatif) de jonction des lettres arabes.

### Table des caractères
| en fr  | 0 | 1 | 2 | 3 | 4 | 5 | 6 | 7 | 8 | 9 | A | B | C | D | E | F   |
| ------ | - | - | - | - | - | - | - | - | - | - | - | - | - | - | - | --- |
| U+FE70 | ﹰ | ﹱ | ﹲ | ﹳ | ﹴ |   | ﹶ | ﹷ | ﹸ | ﹹ | ﹺ | ﹻ | ﹼ | ﹽ | ﹾ | ﹿ   |
| U+FE80 | ﺀ | ﺁ | ﺂ | ﺃ | ﺄ | ﺅ | ﺆ | ﺇ | ﺈ | ﺉ | ﺊ | ﺋ | ﺌ | ﺍ | ﺎ | ﺏ   |
| U+FE90 | ﺐ | ﺑ | ﺒ | ﺓ | ﺔ | ﺕ | ﺖ | ﺗ | ﺘ | ﺙ | ﺚ | ﺛ | ﺜ | ﺝ | ﺞ | ﺟ   |
| U+FEA0 | ﺠ | ﺡ | ﺢ | ﺣ | ﺤ | ﺥ | ﺦ | ﺧ | ﺨ | ﺩ | ﺪ | ﺫ | ﺬ | ﺭ | ﺮ | ﺯ   |
| U+FEB0 | ﺰ | ﺱ | ﺲ | ﺳ | ﺴ | ﺵ | ﺶ | ﺷ | ﺸ | ﺹ | ﺺ | ﺻ | ﺼ | ﺽ | ﺾ | ﺿ   |
| U+FEC0 | ﻀ | ﻁ | ﻂ | ﻃ | ﻄ | ﻅ | ﻆ | ﻇ | ﻈ | ﻉ | ﻊ | ﻋ | ﻌ | ﻍ | ﻎ | ﻏ   |
| U+FED0 | ﻐ | ﻑ | ﻒ | ﻓ | ﻔ | ﻕ | ﻖ | ﻗ | ﻘ | ﻙ | ﻚ | ﻛ | ﻜ | ﻝ | ﻞ | ﻟ   |
| U+FEE0 | ﻠ | ﻡ | ﻢ | ﻣ | ﻤ | ﻥ | ﻦ | ﻧ | ﻨ | ﻩ | ﻪ | ﻫ | ﻬ | ﻭ | ﻮ | ﻯ   |
| U+FEF0 | ﻰ | ﻱ | ﻲ | ﻳ | ﻴ | ﻵ | ﻶ | ﻷ | ﻸ | ﻹ | ﻺ | ﻻ | ﻼ |   |   | IOO |